# 파르티잔스카야역
파르티잔스카야역(러시아어: Партизанская)은 모스크바 지하철 아르바츠코 포크롭스카야 선의 역이다. 1944년 1월 18일에 개장하였다. 모스크바 동부 행정 구역 이즈마일로보 지역에 위치한다. 이 역은 러시아 문화 유산으로 꼽힌다.
역 인근에 "이즈마일롭스키 공원(Измайловский парк)"과 "이즈마일로보 시장(Мэра Измайлово)"이 위치한다.

## 역명
1944년에 개통했을 당시에는 "이즈마일롭스키 파르크 쿨투리 이 아티하 이메니 스탈리나" 역으로 개업하였다가, 1963년까지 "이즈마일롭스카야" 역으로 운영하였다. 그러다가 2005년까지 "이즈마일롭스 파르크" 역명을 사용하다가 현재와 같은 역명이 되었다.

## 역사
파르티잔스카야 역은 1944년 1월 18일에 개통하였다.

## 환승
파르티잔스카야 역에서는 모스크바 중앙 순환선의 이즈마일로보 역으로 갈아탈 수 있다.

## 문화
드미트리 글루홉스키의 메트로 2033 후기 종말론 소설에서, 이 역은 트로츠키주의를 풍자하여 등장하였다.

## 사진

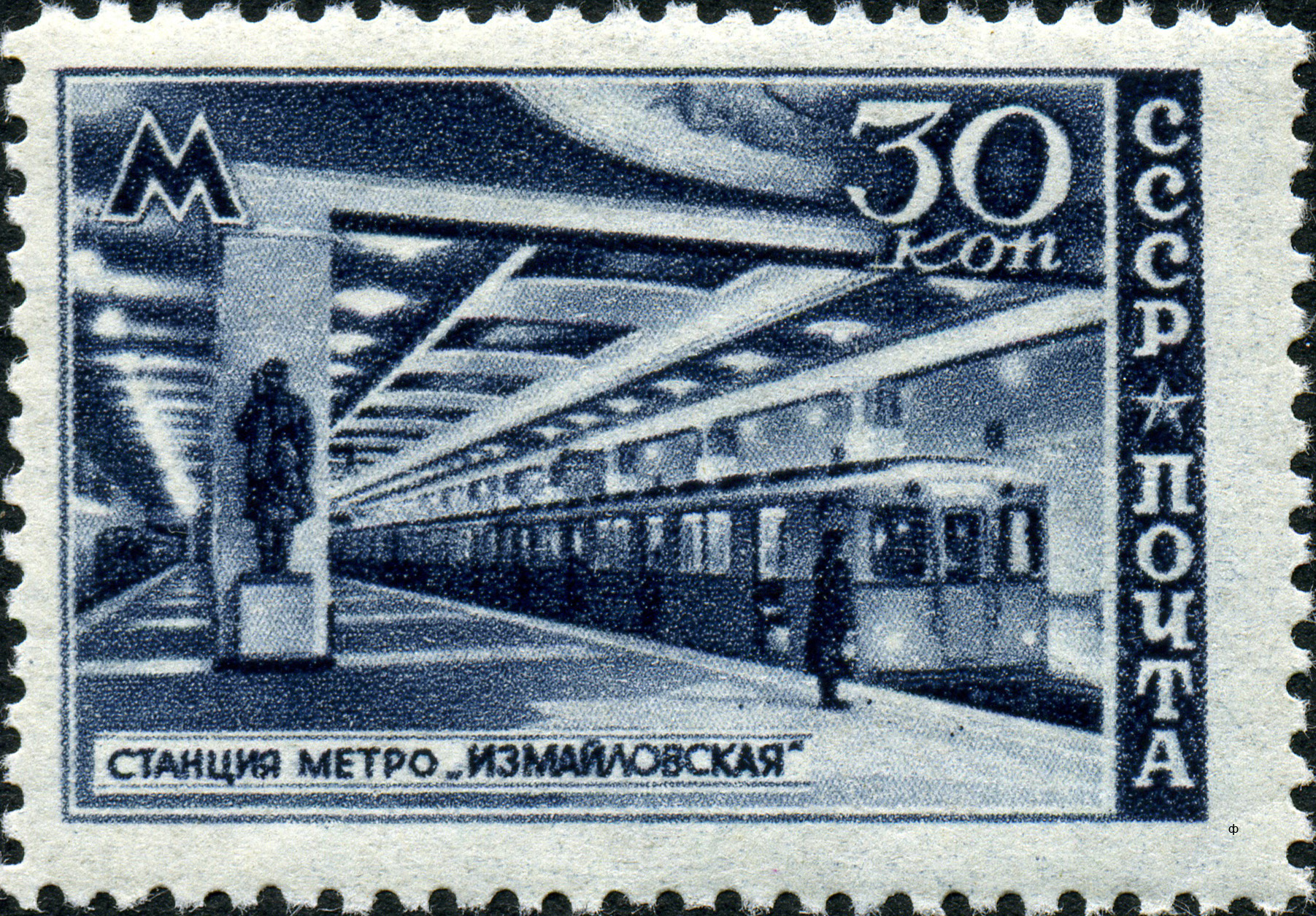
1947년 역 스탬프
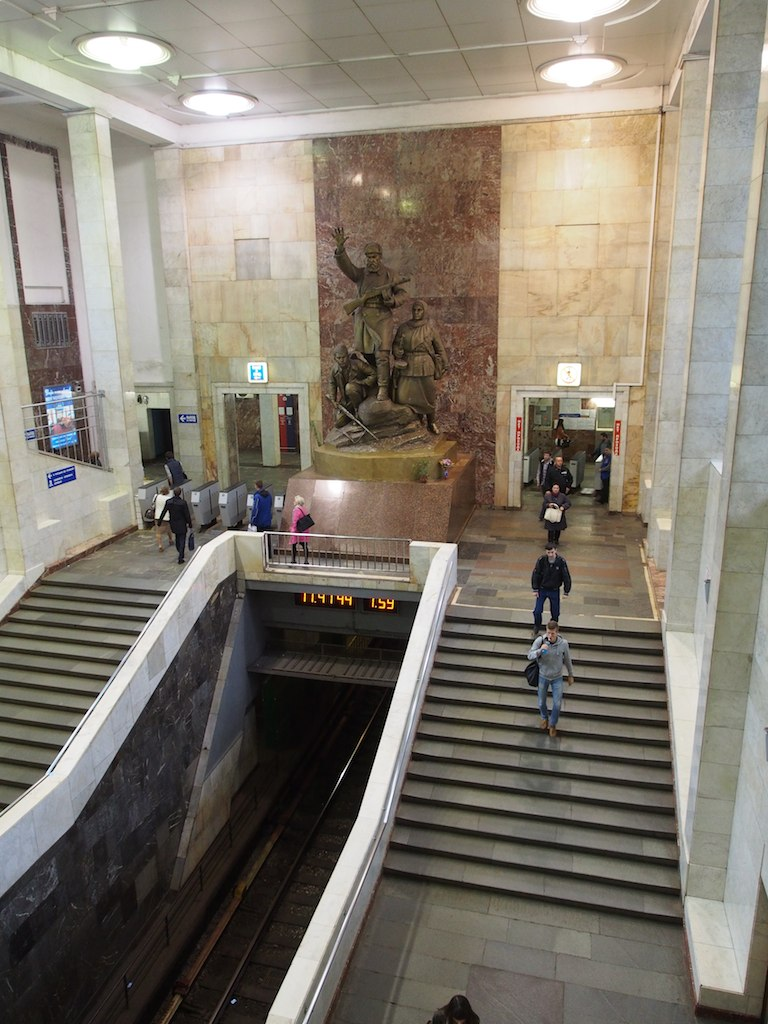
출입구 위에서 본 플랫폼
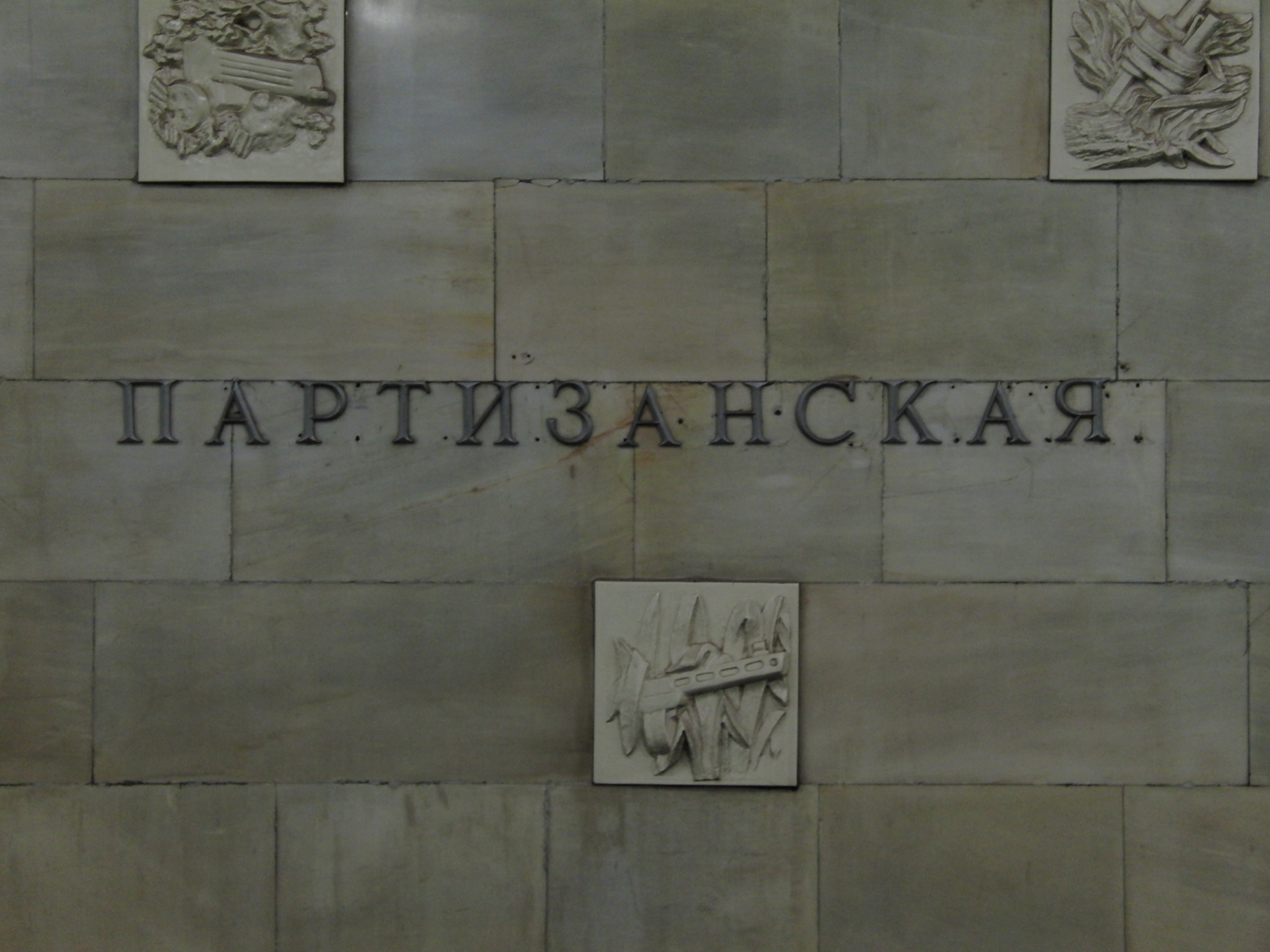
역명판